# Cattedrale di Saint-Flour
La cattedrale di San Pietro (in francese: Cathédrale Saint-Pierre de Saint-Flour) è il principale luogo di culto cattolico di Saint-Flour, nel dipartimento del Cantal. La chiesa, sede del vescovo di Saint-Flour, è monumento storico di Francia dal 1906.